# Lyndon B. Johnson Space Center

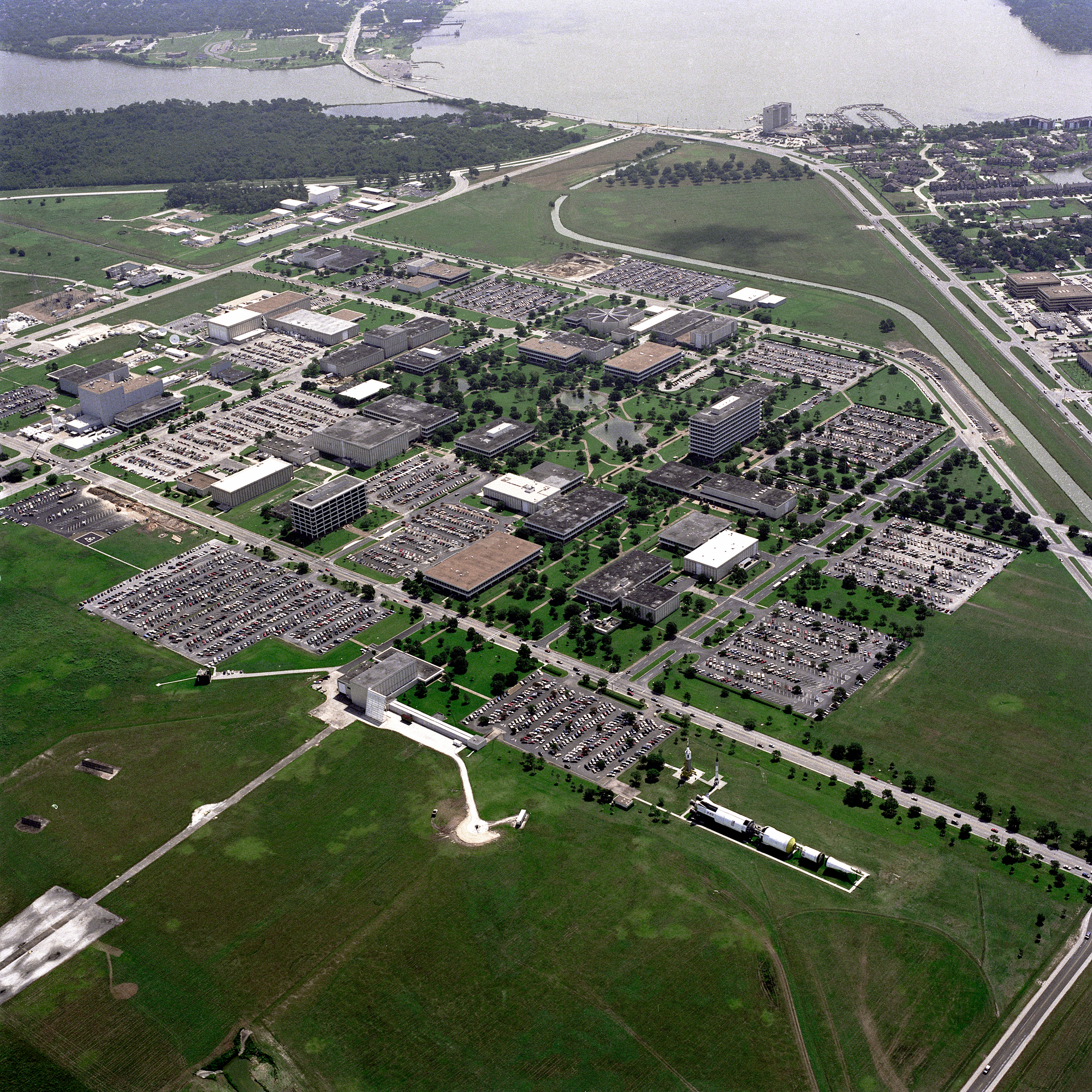
Luchtfoto van het Johnson Space Center in Houston in 1989

Het Lyndon B. Johnson Space Center, kortweg Johnson Space Center (JSC), is het centrum van de NASA voor bemande ruimtevaartactiviteiten, gevestigd in Houston, Texas, Verenigde Staten. Het bestaat uit een complex met honderd gebouwen en 650 hectare grond, Het bezoekerscentrum van de JSC, dat bezoekers het gevoel geeft van een attractie of een modern technisch museum, is het Space Center Houston.
Het centrum werd in 1963 opgezet als Manned Spacecraft Center, op land dat door Rice University was geschonken, en werd in 1965 in gebruik genomen.  In 1973 werd het centrum hernoemd als eerbetoon aan dat jaar overleden ex-president van de VS Lyndon B. Johnson.
Het Johnson Space Center is de thuisbasis voor het astronautencorps van de Verenigde Staten en verantwoordelijk voor de training van astronauten uit zowel de VS als uit landen van partners.
Het Johnson Space Center is de thuisbasis voor het Mission Control Center (MCC-H), dat voor de NASA de bemande ruimtevaart coördineert en monitort. MCC-H stuurde alle Space Shuttle-missies aan en de activiteiten buiten het Internationaal ruimtestation ISS. Het centrum is ook verantwoordelijk voor de operaties op het White Sands Test Facility in New Mexico, dat als back-up dient voor het landingsterrein van de Spaceshuttle. Verder heeft het als taak het toekomstige Project Constellation programma te coördineren, dat alle Spaceshuttleprogramma's na 2010 moet vervangen.
Voormalig astronaut Michael Coats was van 2005 t/m 2012 directeur van het Johnson Space Center. Ellen Ochoa volgde hem op.
De beroemde zin "Houston, we've had a problem" van astronaut Jim Lovell aan boord van de Apollo 13 in 1970 was een radioboodschap tussen de Apollo 13 en het Lyndon B. Johnson Space Center.